# Telephanus setulosus
Telephanus setulosus es una especie de coleóptero de la familia Silvanidae.

## Distribución geográfica
Habita en Belice, Guatemala, Honduras, Costa Rica y México.